# Seznam dílů seriálu Kouzelná Beruška a Černý kocour
Toto je seznam dílů seriálu Kouzelná Beruška a Černý kocour. Počítačem animovaný televizní seriál Kouzelná Beruška a Černý kocour měl premiéru 19. října 2015 na stanici TF1.

## Přehled řad
| Řada | Díly | Premiéra ve Francii | Premiéra ve Francii | Premiéra v ČR      | Premiéra v ČR      |
| Řada | Díly | První díl           | Poslední díl        | První díl          | Poslední díl       |
| ---- | ---- | ------------------- | ------------------- | ------------------ | ------------------ |
| 1    | 26   | 19. října 2015      | 30. října 2016      | 6. prosince 2015   | 31. října 2016     |
| 2    | 26   | 11. prosince 2016   | 18. listopadu 2018  | 6. prosince 2017   | 31. května 2019    |
| 3    | 26   | 14. dubna 2019      | 8. prosince 2019    | 4. listopadu 2019  | 6. prosince 2019   |
| 4    | 26   | 11. dubna 2021      | 13. března 2022     | 4. října 2021      | 13. dubna 2022     |
| 5    | 27   | 24. října 2022      | 1. listopadu 2023   | 21. listopadu 2022 | 30. listopadu 2023 |
| 6    | 26   | 23. března 2025     | bude oznámeno       | 7. dubna 2025      | bude oznámeno      |
| 7    | 26   | 2025                | bude oznámeno       | bude oznámeno      | bude oznámeno      |
| 8    | 26   | 2026                | bude oznámeno       | bude oznámeno      | bude oznámeno      |

## Seznam dílů

### První řada (2015–2016)
| Č. v seriálu | Č. v řadě | Původní název                                                                    | Český název                         | Režie         | Scénář                                                                                        | Premiéra ve Francii | Premiéra v ČR    | Prod. kód |
| ------------ | --------- | -------------------------------------------------------------------------------- | ----------------------------------- | ------------- | --------------------------------------------------------------------------------------------- | ------------------- | ---------------- | --------- |
| 1            | 1         | Stormy Weather Climatika                                                         | Bouře                               | Thomas Astruc | Fred Lenoir                                                                                   | 19. října 2015      | 6. prosince 2015 | 101       |
| 2            | 2         | The Bubbler Le Bulleur                                                           | Bublina                             | Thomas Astruc | Thomas Astruc a Sébastien Thibaudeau                                                          | 20. října 2015      | 15. února 2016   | 109       |
| 3            | 3         | The Pharaoh Le Pharaon                                                           | Faraon                              | Thomas Astruc | Cédric Bacconnier                                                                             | 21. října 2015      | 18. února 2016   | 115       |
| 4            | 4         | Lady Wifi                                                                        | Lady Wifi                           | Thomas Astruc | Sébastien Thibaudeau                                                                          | 22. října 2015      | 22. února 2016   | 103       |
| 5            | 5         | Timebreaker Chronogirl                                                           | Časostěrka                          | Thomas Astruc | Sébastien Thibaudeau a Michaël Delachenal                                                     | 23. října 2015      | 17. února 2016   | 116       |
| 6            | 6         | Mr. Pigeon M. Pigeon                                                             | Pan Holub                           | Thomas Astruc | Guillaume Mautalent a Sébastien Oursel                                                        | 23. října 2015      | 19. února 2016   | 106       |
| 7            | 7         | The Evillustrator Le Dessinateur                                                 | Zlolustrátor                        | Thomas Astruc | Matthieu Choquet                                                                              | 26. října 2015      | 23. února 2016   | 102       |
| 8            | 8         | Rogercop                                                                         | Policeman                           | Thomas Astruc | Denis Bardiau                                                                                 | 27. října 2015      | 24. února 2016   | 111       |
| 9            | 9         | Copycat L'Imposteur                                                              | Pakocour                            | Thomas Astruc | Sébastien Thibaudeau a Pascal Boutboul                                                        | 28. října 2015      | 16. února 2016   | 108       |
| 10           | 10        | Dark Cupid Le Dislocœur                                                          | Temný Amor                          | Thomas Astruc | Régis Jaulin                                                                                  | 29. října 2015      | 25. února 2016   | 105       |
| 11           | 11        | Horrificator                                                                     | Hrozifikátor                        | Thomas Astruc | Fred Lenoir                                                                                   | 30. října 2015      | 31. října 2016   | 117       |
| 12           | 12        | Darkblade Le Chevalier Noir                                                      | Temné ostří                         | Thomas Astruc | Matthieu Choquet a Léonie de Rudder                                                           | 6. prosince 2015    | 26. února 2016   | 114       |
| 13           | 13        | The Mime Le Mime                                                                 | Mim                                 | Thomas Astruc | Thomas Astruc, François Charpiat, Michaël Delachenal, Karine Lollichon a Sébastien Thibaudeau | 13. prosince 2015   | 2. května 2016   | 119       |
| 14           | 14        | Kung Food                                                                        | Kuch-Fu                             | Thomas Astruc | Matthieu Choquet a Fred Lenoir                                                                | 10. ledna 2016      | 3. května 2016   | 125       |
| 15           | 15        | Gamer Le Gamer                                                                   | Hráč                                | Thomas Astruc | Guillaume Mautalent a Sébastien Oursel                                                        | 17. ledna 2016      | 5. května 2016   | 112       |
| 16           | 16        | Animan                                                                           | Animál                              | Thomas Astruc | Cédric Perrin a Jean-Christophe Hervé                                                         | 24. ledna 2016      | 12. září 2016    | 113       |
| 17           | 17        | Antibug                                                                          | Neruška                             | Thomas Astruc | Sébastien Thibaudeau                                                                          | 31. ledna 2016      | 13. září 2016    | 124       |
| 18           | 18        | The Puppeteer La Marionnettiste                                                  | Loutkářka                           | Thomas Astruc | Sébastien Thibaudeau                                                                          | 7. února 2016       | 6. května 2016   | 118       |
| 19           | 19        | Reflekta                                                                         | Reflekta                            | Thomas Astruc | Sophie Lodwitz a Eve Pisler                                                                   | 21. února 2016      | 10. května 2016  | 121       |
| 20           | 20        | Guitar Villain Guitar Vilain                                                     | Kytararach                          | Thomas Astruc | Sébastien Thibaudeau                                                                          | 28. února 2016      | 14. září 2016    | 120       |
| 21           | 21        | Pixelator Numéric                                                                | Pixelátor                           | Thomas Astruc | Guillaume Mautalent a Sébastien Oursel                                                        | 13. března 2016     | 9. září 2016     | 107       |
| 22           | 22        | Princess Fragrance Princesse Fragrance                                           | Princezna Vůně                      | Thomas Astruc | Matthieu Choquet a Léonie De Rudder                                                           | 20. března 2016     | 4. května 2016   | 104       |
| 23           | 23        | Simon Says Jackady                                                               | Kuba řekl                           | Thomas Astruc | Fred Lenoir                                                                                   | 27. března 2016     | 9. května 2016   | 110       |
| 24           | 24        | Volpina                                                                          | Volpina                             | Thomas Astruc | Matthieu Choquet a Léonie de Rudder                                                           | 3. dubna 2016       | 15. září 2016    | 126       |
| 25           | 25        | Ladybug & Cat Noir (Origins - Part 1) Ladybug et Chat Noir (Origines - Partie 1) | Počátek: První část                 | Thomas Astruc | Thomas Astruc, Quentin Thibaudeau a Sébastien Thibaudeau                                      | 30. října 2016      | 16. září 2016    | 122       |
| 26           | 26        | Stoneheart (Origins - Part 2) Cœur de Pierre (Origines - Partie 2)               | Kamenné srdce (Počátek: Druhá část) | Thomas Astruc | Thomas Astruc, Quentin Thibaudeau a Sébastien Thibaudeau                                      | 30. října 2016      | 16. září 2016    | 123       |

### Druhá řada (2016–2018)
| Č. v seriálu | Č. v řadě | Původní název                                                                          | Český název                                | Režie                                               | Scénář                                                                              | Premiéra ve Francii | Premiéra v ČR      | Prod. kód |
| ------------ | --------- | -------------------------------------------------------------------------------------- | ------------------------------------------ | --------------------------------------------------- | ----------------------------------------------------------------------------------- | ------------------- | ------------------ | --------- |
| 27           | 1         | A Christmas Special / Santa Claws Pire Noël                                            | Santanáš                                   | Thomas Astruc                                       | námět: Jeremy Zag scénář: Thomas Astruc, Fred Lenoir a Sébastien Thibaudeau         | 11. prosince 2016   | 6. prosince 2017   | 226       |
| 28           | 2         | The Collector Le collectionneur                                                        | Sběratel                                   | Thomas Astruc a Wilfried Pain                       | Thomas Astruc, Matthieu Choquet, Fred Lenoir a Sébastien Thibaudeau                 | 26. října 2017      | 12. března 2018    | 201       |
| 29           | 3         | Despair Bear Doudou Vilain                                                             | Zledvěd                                    | Thomas Astruc a Jun Violet                          | Thomas Astruc, Matthieu Choquet, Fred Lenoir, Nolwenn Pierre a Sébastien Thibaudeau | 27. října 2017      | 14. března 2018    | 204       |
| 30           | 4         | Prime Queen Audimatrix                                                                 | Telestár                                   | Thomas Astruc a Christelle Abgrall                  | Thomas Astruc, Matthieu Choquet, Fred Lenoir a Sébastien Thibaudeau                 | 29. října 2017      | 13. března 2018    | 202       |
| 31           | 5         | Befana La Béfana                                                                       | Befana                                     | Thomas Astruc a Benoît Boucher                      | Thomas Astruc, Mélanie Duval a Sébastien Thibaudeau                                 | 30. října 2017      | 15. března 2018    | 208       |
| 32           | 6         | Riposte                                                                                | Riposta                                    | Thomas Astruc a Jun Violet                          | Thomas Astruc, Matthieu Choquet, Fred Lenoir a Sébastien Thibaudeau                 | 1. listopadu 2017   | 21. března 2018    | 207       |
| 33           | 7         | Robostus                                                                               | Robostus                                   | Thomas Astruc a Wilfried Pain                       | Thomas Astruc, Matthieu Choquet, Fred Lenoir a Sébastien Thibaudeau                 | 3. listopadu 2017   | 16. března 2018    | 211       |
| 34           | 8         | Gigantitan                                                                             | Gigantitán                                 | Thomas Astruc a Christelle Abgrall                  | Thomas Astruc, Matthieu Choquet, Fred Lenoir a Sébastien Thibaudeau                 | 26. listopadu 2017  | 19. března 2018    | 206       |
| 35           | 9         | The Dark Owl Le Hibou Noir                                                             | Sýček                                      | Thomas Astruc a Jun Violet                          | Thomas Astruc, Matthieu Choquet, Fred Lenoir a Sébastien Thibaudeau                 | 10. prosince 2017   | 20. března 2018    | 213       |
| 36           | 10        | Glaciator                                                                              | Zmrzlinátor                                | Thomas Astruc a Wilfried Pain                       | Thomas Astruc, Matthieu Choquet, Fred Lenoir a Sébastien Thibaudeau                 | 14. ledna 2018      | 22. března 2018    | 203       |
| 37           | 11        | Sapotis                                                                                | Sapotci                                    | Thomas Astruc a Jun Violet                          | Thomas Astruc, Matthieu Choquet, Fred Lenoir a Sébastien Thibaudeau                 | 14. ledna 2018      | 23. března 2018    | 212       |
| 38           | 12        | Gorizilla                                                                              | Gorizilla                                  | Thomas Astruc a Benoît Boucher                      | Thomas Astruc, Matthieu Choquet, Mélanie Duval a Sébastien Thibaudeau               | 13. května 2018     | 5. září 2018       | 210       |
| 39           | 13        | Captain Hardrock Capitaine Hardrock                                                    | Kapitánka Rockerka                         | Thomas Astruc a Wilfried Pain                       | Thomas Astruc, Fred Lenoir, Jean-Remi Perrin a Sébastien Thibaudeau                 | 20. května 2018     | 3. září 2018       | 216       |
| 40           | 14        | Zombizou                                                                               | Zombizou                                   | Thomas Astruc a Wilfried Pain                       | Thomas Astruc a Wilfried Pain                                                       | 27. května 2018     | 7. září 2018       | 215       |
| 41           | 15        | Syren                                                                                  | Syréna                                     | Thomas Astruc a Benoît Boucher                      | Thomas Astruc, Mélanie Duval, Fred Lenoir a Sébastien Thibaudeau                    | 3. června 2018      | 6. září 2018       | 214       |
| 42           | 16        | Frightningale Rossignoble                                                              | Děsýkorka                                  | Thomas Astruc, Christelle Abgrall a Jeremy Paoletti | Thomas Astruc, Matthieu Choquet, Fred Lenoir a Sébastien Thibaudeau                 | 10. června 2018     | 4. září 2018       | 209       |
| 43           | 17        | Troublemaker L'insaisissable                                                           | Potížistka                                 | Thomas Astruc a Wilfried Pain                       | Thomas Astruc, Matthieu Choquet, Fred Lenoir, Nolwenn Pierre a Sébastien Thibaudeau | 17. června 2018     | 12. listopadu 2018 | 205       |
| 44           | 18        | Anansi                                                                                 | Křižák                                     | Thomas Astruc a Benoît Boucher                      | Thomas Astruc, Mélanie Duval, Fred Lenoir a Sébastien Thibaudeau                    | 23. září 2018       | 21. listopadu 2018 | 221       |
| 45           | 19        | Sandboy Le Marchand de Sable                                                           | Písečník                                   | Thomas Astruc a Jun Violet                          | Thomas Astruc, Mélanie Duval, Fred Lenoir a Sébastien Thibaudeau                    | 30. září 2018       | 22. listopadu 2018 | 223       |
| 46           | 20        | Reverser Inverso                                                                       | Měnič                                      | Thomas Astruc a Benoît Boucher                      | Thomas Astruc a Fred Lenoir                                                         | 7. října 2018       | 14. listopadu 2018 | 220       |
| 47           | 21        | Frozer Le Patineur                                                                     | Ledař                                      | Thomas Astruc a Jeremy Paoletti                     | Thomas Astruc, Mélanie Duval, Fred Lenoir a Sébastien Thibaudeau                    | 14. října 2018      | 13. listopadu 2018 | 217       |
| 48           | 22        | Style Queen (Queen's battle - Part 1) Style Queen (Le combat des Reines - 1ère partie) | Stylovna (Bitva královny: První část)      | Thomas Astruc a Jun Violet                          | Thomas Astruc, Matthieu Choquet, Fred Lenoir a Sébastien Thibaudeau                 | 21. října 2018      | 15. listopadu 2018 | 218       |
| 49           | 23        | Queen Wasp (Queen's battle - Part 2) Queen Wasp (Le combat des Reines - 2ème partie)   | Vosí královna (Bitva královny: Druhá část) | Thomas Astruc a Wilfried Pain                       | Thomas Astruc, Matthieu Choquet, Fred Lenoir a Sébastien Thibaudeau                 | 21. října 2018      | 19. listopadu 2018 | 219       |
| 50           | 24        | Malediktator Maledikteur                                                               | Velediktátor                               | Thomas Astruc a Benoît Boucher                      | Thomas Astruc, Matthieu Choquet, Fred Lenoir a Sébastien Thibaudeau                 | 28. října 2018      | 20. listopadu 2018 | 222       |
| 51           | 25        | Catalyst (Heroes' Day - Part 1) Catalyste (Le Jour des Héros - 1ère partie)            | Nathalie (Všední hrdinové: Část první)     | Thomas Astruc, Jun Violet a Jeremy Paoletti         | Thomas Astruc, Matthieu Choquet, Mélanie Duval, Fred Lenoir a Sébastien Thibaudeau  | 18. listopadu 2018  | 31. května 2019    | 224       |
| 52           | 26        | Mayura (Heroes' Day - Part 2) Mayura (Le Jour des Héros - 2ème partie)                 | Nathalie (Všední hrdinové: Část druhá)     | Thomas Astruc, Benoît Boucher a Jun Violet          | Thomas Astruc, Matthieu Choquet, Mélanie Duval, Fred Lenoir a Sébastien Thibaudeau  | 18. listopadu 2018  | 31. května 2019    | 225       |

### Třetí řada (2019)
| Č. v seriálu | Č. v řadě | Původní název                                                                                               | Český název       | Režie                                             | Scénář                                                                               | Premiéra ve Francii | Premiéra v ČR      | Prod. kód |
| ------------ | --------- | --- | ----------------- | ------------------------------------------------- | ------------------------------------------------------------------------------------ | ------------------- | ------------------ | --------- |
| 53           | 1         | Backwarder Rebrousse-Temps                                                                                  | Zpátečnice        | Thomas Astruc, Jun Violet a Benoît Boucher        | Thomas Astruc, Fred Lenoir a Sébastien Thibaudeau                                    | 14. dubna 2019      | 7. listopadu 2019  | 304       |
| 54           | 2         | Weredad Papa Garou                                                                                          | Vlčák             | Thomas Astruc, Jun Violet a Lucie Gardes          | Thomas Astruc, Mélanie Duval, Fred Lenoir a Sébastien Thibaudeau                     | 21. dubna 2019      | 8. listopadu 2019  | 306       |
| 55           | 3         | Chameleon Caméléon                                                                                          | Chameleon         | Thomas Astruc, Wilfried Pain a Jun Violet         | Thomas Astruc, Mélanie Duval, Fred Lenoir a Sébastien Thibaudeau                     | 28. dubna 2019      | 4. listopadu 2019  | 301       |
| 56           | 4         | Animaestro                                                                                                  | Animistr          | Thomas Astruc a Jun Violet                        | Thomas Astruc, Mélanie Duval a Sébastien Thibaudeau                                  | 5. května 2019      | 5. listopadu 2019  | 302       |
| 57           | 5         | Bakerix Boulangerix                                                                                         | Pekař             | Thomas Astruc a Jun Violet                        | Thomas Astruc, Fred Lenoir a Sébastien Thibaudeau                                    | 12. května 2019     | 6. listopadu 2019  | 303       |
| 58           | 6         | Silencer Silence                                                                                            | Umlčovač          | Thomas Astruc a Jun Violet                        | Thomas Astruc, Mélanie Duval, Fred Lenoir a Sébastien Thibaudeau                     | 19. května 2019     | 11. listopadu 2019 | 307       |
| 59           | 7         | Oblivio | Zapomínač         | Thomas Astruc, Wilfried Pain a Nicolas Hess       | Thomas Astruc, Mélanie Duval, Jean-Rémi Perrin a Sébastien Thibaudeau                | 26. května 2019     | 14. listopadu 2019 | 310       |
| 60           | 8         | Stormy Weather 2 Climatika 2                                                                                | Bouřkový mrak 2   | Thomas Astruc a Wilfried Pain                     | Thomas Astruc, Mélanie Duval, Fred Lenoir a Sébastien Thibaudeau                     | 2. června 2019      | 18. listopadu 2019 | 317       |
| 61           | 9         | Reflekdoll Poupéflekta                                                                                      | Reflektopanenka   | Thomas Astruc, Jun Violet a Joanna Celse          | Thomas Astruc, Mélanie Duval, Fred Lenoir a Sébastien Thibaudeau                     | 21. října 2019      | 19. listopadu 2019 | 305       |
| 62           | 10        | Oni-Chan | Oni-Chan          | Thomas Astruc a Jun Violet                        | Thomas Astruc, Mélanie Duval, Fred Lenoir a Sébastien Thibaudeau                     | 21. října 2019      | 12. listopadu 2019 | 308       |
| 63           | 11        | Miraculer Miraculeur                                                                                        | Mirákuler         | Thomas Astruc, Jun Violet a Christophe Yoshida    | Thomas Astruc, Matthieu Choquet, Mélanie Duval a Sébastien Thibaudeau                | 22. října 2019      | 13. listopadu 2019 | 309       |
| 64           | 12        | The Puppeteer 2 La Marionnettiste 2                                                                         | Loutkářka 2       | Thomas Astruc a Jun Violet                        | Thomas Astruc, Mélanie Duval, Fred Lenoir a Sébastien Thibaudeau                     | 23. října 2019      | 21. listopadu 2019 | 321       |
| 65           | 13        | Desperada                                                                                                   | Desperada         | Thomas Astruc a Wilfried Pain                     | Thomas Astruc, Mélanie Duval, Wilfried Pain a Sébastien Thibaudeau                   | 24. října 2019      | 20. listopadu 2019 | 311       |
| 66           | 14        | Startrain                                                                                                   | Hvězdovlak        | Thomas Astruc, Wilfried Pain a Christophe Yoshida | Thomas Astruc, Mélanie Duval, Wilfried Pain a Sébastien Thibaudeau                   | 25. října 2019      | 22. listopadu 2019 | 313       |
| 67           | 15        | Kwamibuster Chasseuse de Kwamis                                                                             | Kwamichytač       | Thomas Astruc, Wilfried Pain a Charles Schnek     | Thomas Astruc, Mélanie Duval, Wilfried Pain a Sébastien Thibaudeau                   | 27. října 2019      | 25. listopadu 2019 | 314       |
| 68           | 16        | Feast Festin                                                                                                | Žrout             | Thomas Astruc a Wilfried Pain                     | Thomas Astruc, Wilfried Pain a Sébastien Thibaudeau                                  | 28. října 2019      | 26. listopadu 2019 | 315       |
| 69           | 17        | Ikari Gozen                                                                                                 | Ikari Gozen       | Thomas Astruc, Jun Violet a Cyril Adam            | Thomas Astruc, Mélanie Duval, Fred Lenoir a Sébastien Thibaudeau                     | 29. října 2019      | 28. listopadu 2019 | 318       |
| 70           | 18        | Timetagger                                                                                                  | Vládce času       | Thomas Astruc, Jun Violet a Cyril Adam            | Thomas Astruc, Mélanie Duval, Fred Lenoir a Sébastien Thibaudeau                     | 30. října 2019      | 29. listopadu 2019 | 319       |
| 71           | 19        | Party Crasher Trouble Fête                                                                                  | Disco Kazič       | Thomas Astruc, Wilfried Pain a Nicolas Hess       | Thomas Astruc, Mélanie Duval, Fred Lenoir a Sébastien Thibaudeau                     | 31. října 2019      | 2. prosince 2019   | 320       |
| 72           | 20        | Gamer 2.0                                                                                                   | Hráč 2.0          | Thomas Astruc, Wilfried Pain a Manon Serda        | Thomas Astruc, Mélanie Duval, Sébastien Thibaudeau a Fred Lenoir                     | 3. listopadu 2019   | 27. listopadu 2019 | 316       |
| 73           | 21        | Cat Blanc Chat Blanc                                                                                        | Bílý kocour       | Thomas Astruc                                     | Thomas Astruc, Mélanie Duval, Fred Lenoir a Sébastien Thibaudeau                     | 10. listopadu 2019  | 3. prosince 2019   | 322       |
| 74           | 22        | Félix | Félix             | Thomas Astruc                                     | Thomas Astruc, Mélanie Duval, Fred Lenoir a Sébastien Thibaudeau                     | 17. listopadu 2019  | 4. prosince 2019   | 323       |
| 75           | 23        | Ladybug | Beruška           | Thomas Astruc, Wilfried Pain a Isabelle Lemaux    | Thomas Astruc, Mélanie Duval, Wilfried Pain a Sébastien Thibaudeau                   | 24. listopadu 2019  | 5. prosince 2019   | 324       |
| 76           | 24        | Christmaster Maître Noël                                                                                    | Velitel Chris     | Thomas Astruc, Jun Violet a Joanna Celse          | Thomas Astruc, Mélanie Duval, Fred Lenoir a Sébastien Thibaudeau                     | 1. prosince 2019    | 15. listopadu 2019 | 312       |
| 77           | 25        | Heart Hunter (The Battle of the Miraculous - Part 1) Mangeamour (La Bataille des Miraculous - Partie 1)     | Lovec srdcí       | Thomas Astruc, Wilfried Pain a Nicolas Hess       | Thomas Astruc, Matthieu Choquet, Mélanie Duval, Wilfried Pain a Sébastien Thibaudeau | 8. prosince 2019    | 6. prosince 2019   | 325       |
| 78           | 26        | Miracle Queen (The Battle of the Miraculous - Part 2) Miracle Queen (La Bataille des Miraculous - Partie 2) | Kouzelná královna | Thomas Astruc, Wilfried Pain a Jun Violet         | Thomas Astruc, Matthieu Choquet, Mélanie Duval, Wilfried Pain a Sébastien Thibaudeau | 8. prosince 2019    | 6. prosince 2019   | 326       |

### Čtvrtá řada (2021–2022)
| Č. v seriálu | Č. v řadě | Původní název                                                                                             | Český název                                 | Režie                                                               | Scénář                                                           | Premiéra ve Francii | Premiéra v ČR   | Prod. kód |
| ------------ | --------- | --- | ------------------------------------------- | ------------------------------------------------------------------- | ---------------------------------------------------------------- | ------------------- | --------------- | --------- |
| 79           | 1         | Truth Vérité                                                                                              | Pravda                                      | Thomas Astruc, Wilfried Pain, Jun Violet, Cyril Adam a Nicolas Hess | Thomas Astruc, Mélanie Duval, Fred Lenoir a Sébastien Thibaudeau | 11. dubna 2021      | 4. října 2021   | 401       |
| 80           | 2         | Lies Mensonge                                                                                             | Lež                                         | Thomas Astruc, Wilfried Pain, Jun Violet, Cyril Adam a Nicolas Hess | Thomas Astruc, Mélanie Duval, Fred Lenoir a Sébastien Thibaudeau | 18. dubna 2021      | 5. října 2021   | 402       |
| 81           | 3         | Gang of Secrets Le Gang des Secrets                                                                       | Sesterstvo tajemství                        | Thomas Astruc, Wilfried Pain, Jun Violet, Cyril Adam a Nicolas Hess | Thomas Astruc, Mélanie Duval, Fred Lenoir a Sébastien Thibaudeau | 25. dubna 2021      | 6. října 2021   | 403       |
| 82           | 4         | Mr. Pigeon 72 M. Pigeon 72                                                                                | Holubí král 72                              | Thomas Astruc, Wilfried Pain, Jun Violet, Cyril Adam a Nicolas Hess | Thomas Astruc, Mélanie Duval, Fred Lenoir a Sébastien Thibaudeau | 23. května 2021     | 7. října 2021   | 404       |
| 83           | 5         | Furious Fu Fu Furieux                                                                                     | Zběsilý Fu                                  | Thomas Astruc, Wilfried Pain, Jun Violet, Cyril Adam a Nicolas Hess | Thomas Astruc, Mélanie Duval, Fred Lenoir a Sébastien Thibaudeau | 30. května 2021     | 8. října 2021   | 406       |
| 84           | 6         | Sole Crusher Pirkell                                                                                      | Drtička                                     | Thomas Astruc, Wilfried Pain, Jun Violet, Cyril Adam a Nicolas Hess | Thomas Astruc, Mélanie Duval, Fred Lenoir a Sébastien Thibaudeau | 6. června 2021      | 11. října 2021  | 407       |
| 85           | 7         | Queen Banana                                                                                              | Královna Banán                              | Thomas Astruc, Wilfried Pain, Jun Violet, Cyril Adam a Nicolas Hess | Thomas Astruc, Mélanie Duval, Fred Lenoir a Sébastien Thibaudeau | 13. června 2021     | 12. října 2021  | 408       |
| 86           | 8         | Guiltrip Culpabysse                                                                                       | Pocit viny                                  | Thomas Astruc, Wilfried Pain, Jun Violet, Cyril Adam a Nicolas Hess | Thomas Astruc, Mélanie Duval, Fred Lenoir a Sébastien Thibaudeau | 20. června 2021     | 13. října 2021  | 411       |
| 87           | 9         | Crocoduel                                                                                                 | Krokoduel                                   | Thomas Astruc, Wilfried Pain, Jun Violet, Cyril Adam a Nicolas Hess | Thomas Astruc, Mélanie Duval, Fred Lenoir a Sébastien Thibaudeau | 29. srpna 2021      | 30. března 2022 | 412       |
| 88           | 10        | Optigami                                                                                                  | Optigami                                    | Thomas Astruc, Wilfried Pain, Jun Violet, Cyril Adam a Nicolas Hess | Thomas Astruc, Mélanie Duval, Fred Lenoir a Sébastien Thibaudeau | 5. září 2021        | 14. října 2021  | 413       |
| 89           | 11        | Sentibubbler Sentibulleur                                                                                 | Sentibublina                                | Thomas Astruc, Wilfried Pain, Jun Violet, Cyril Adam a Nicolas Hess | Thomas Astruc, Mélanie Duval, Fred Lenoir a Sébastien Thibaudeau | 12. září 2021       | 15. října 2021  | 414       |
| 90           | 12        | Rocketear Larme Ultime                                                                                    | Slzoničitel                                 | Thomas Astruc, Wilfried Pain, Jun Violet, Cyril Adam a Nicolas Hess | Thomas Astruc, Mélanie Duval, Fred Lenoir a Sébastien Thibaudeau | 19. září 2021       | 18. října 2021  | 417       |
| 91           | 13        | Mega Leech Sangsure                                                                                       | Megapijavice                                | Thomas Astruc, Wilfried Pain, Jun Violet, Cyril Adam a Nicolas Hess | Thomas Astruc, Mélanie Duval, Fred Lenoir a Sébastien Thibaudeau | 26. září 2021       | 20. října 2021  | 410       |
| 92           | 14        | Wishmaker Exauceur                                                                                        | Plnič přání                                 | Thomas Astruc, Wilfried Pain, Jun Violet, Cyril Adam a Nicolas Hess | Thomas Astruc, Mélanie Duval, Fred Lenoir a Sébastien Thibaudeau | 3. října 2021       | 19. října 2021  | 418       |
| 93           | 15        | Hack-San                                                                                                  | Hack-San                                    | Thomas Astruc, Wilfried Pain, Jun Violet, Cyril Adam a Nicolas Hess | Thomas Astruc, Mélanie Duval, Fred Lenoir a Sébastien Thibaudeau | 10. října 2021      | 1. dubna 2022   | 416       |
| 94           | 16        | Simpleman Simplificator                                                                                   | Zjednodušovač                               | Thomas Astruc, Wilfried Pain, Jun Violet, Cyril Adam a Nicolas Hess | Thomas Astruc, Mélanie Duval, Fred Lenoir a Sébastien Thibaudeau | 17. října 2021      | 28. března 2022 | 419       |
| 95           | 17        | Glaciator 2                                                                                               | Zmrzlinátor 2                               | Thomas Astruc, Wilfried Pain, Jun Violet, Cyril Adam a Nicolas Hess | Thomas Astruc, Mélanie Duval, Fred Lenoir a Sébastien Thibaudeau | 24. října 2021      | 31. března 2022 | 415       |
| 96           | 18        | Dearest Family Chère Famille                                                                              | Nejdražší rodina                            | Thomas Astruc, Wilfried Pain, Jun Violet, Cyril Adam a Nicolas Hess | Thomas Astruc, Mélanie Duval, Fred Lenoir a Sébastien Thibaudeau | 31. října 2021      | 29. března 2022 | 421       |
| 97           | 19        | Ephemeral Éphémère                                                                                        | Efeméral                                    | Thomas Astruc, Wilfried Pain, Jun Violet, Cyril Adam a Nicolas Hess | Thomas Astruc, Mélanie Duval, Fred Lenoir a Sébastien Thibaudeau | 7. listopadu 2021   | 5. dubna 2022   | 422       |
| 98           | 20        | Gabriel Agreste                                                                                           | Gabriel Agreste                             | Thomas Astruc, Wilfried Pain, Jun Violet, Cyril Adam a Nicolas Hess | Thomas Astruc, Mélanie Duval, Fred Lenoir a Sébastien Thibaudeau | 14. listopadu 2021  | 4. dubna 2022   | 409       |
| 99           | 21        | Psycomedian Psycomédien                                                                                   | Psychomediant                               | Thomas Astruc, Wilfried Pain, Jun Violet, Cyril Adam a Nicolas Hess | Thomas Astruc, Mélanie Duval, Fred Lenoir a Sébastien Thibaudeau | 13. února 2022      | 6. dubna 2022   | 405       |
| 100          | 22        | Kuro Neko                                                                                                 | Kuro Neko                                   | Thomas Astruc, Wilfried Pain, Jun Violet, Cyril Adam a Nicolas Hess | Thomas Astruc, Mélanie Duval, Fred Lenoir a Sébastien Thibaudeau | 20. února 2022      | 8. dubna 2022   | 423       |
| 101          | 23        | Penalteam                                                                                                 | Penalta                                     | Thomas Astruc, Wilfried Pain, Jun Violet, Cyril Adam a Nicolas Hess | Thomas Astruc, Mélanie Duval, Fred Lenoir a Sébastien Thibaudeau | 27. února 2022      | 11. dubna 2022  | 424       |
| 102          | 24        | Qilin | Čchi-lin                                    | Thomas Astruc, Wilfried Pain, Jun Violet, Cyril Adam a Nicolas Hess | Thomas Astruc, Mélanie Duval, Fred Lenoir a Sébastien Thibaudeau | 6. března 2022      | 7. dubna 2022   | 420       |
| 103          | 25        | Risk (Shadow Moth's Final Attack - Part 1) Risque (La Dernière Attaque de Papillombre - Partie 1)         | Risk (Lišajův poslední útok: První část)    | Thomas Astruc, Wilfried Pain, Jun Violet, Cyril Adam a Nicolas Hess | Thomas Astruc, Mélanie Duval, Fred Lenoir a Sébastien Thibaudeau | 13. března 2022     | 12. dubna 2022  | 425       |
| 104          | 26        | Strikeback (Shadow Moth's Final Attack - Part 2) Réplique (La Dernière Attaque de Papillombre - Partie 2) | Mstitel (Lišajův poslední útok: Druhá část) | Thomas Astruc, Wilfried Pain, Jun Violet, Cyril Adam a Nicolas Hess | Thomas Astruc, Mélanie Duval, Fred Lenoir a Sébastien Thibaudeau | 13. března 2022     | 13. dubna 2022  | 426       |

### Pátá řada (2022–2023)
| Č. v seriálu | Č. v řadě | Původní název                                                                            | Český název                                | Režie                                                               | Scénář                                                           | Premiéra ve Francii | Premiéra v ČR      | Prod. kód |
| ------------ | --------- | ---------------------------------------------------------------------------------------- | ------------------------------------------ | ------------------------------------------------------------------- | ---------------------------------------------------------------- | ------------------- | ------------------ | --------- |
| 105          | 1         | Evolution Évolution                                                                      | Evoluce                                    | Thomas Astruc, Wilfried Pain, Jun Violet, Cyril Adam a Nicolas Hess | Thomas Astruc, Mélanie Duval, Fred Lenoir a Sébastien Thibaudeau | 24. října 2022      | 21. listopadu 2022 | 501       |
| 106          | 2         | Multiplication                                                                           | Multiplikace                               | Thomas Astruc, Wilfried Pain, Jun Violet, Cyril Adam a Nicolas Hess | Thomas Astruc, Mélanie Duval, Fred Lenoir a Sébastien Thibaudeau | 25. října 2022      | 22. listopadu 2022 | 502       |
| 107          | 3         | Destruction                                                                              | Destrukce                                  | Thomas Astruc, Wilfried Pain, Jun Violet, Cyril Adam a Nicolas Hess | Thomas Astruc, Mélanie Duval, Fred Lenoir a Sébastien Thibaudeau | 26. října 2022      | 23. listopadu 2022 | 503       |
| 108          | 4         | Jubilation                                                                               | Radost                                     | Thomas Astruc, Wilfried Pain, Jun Violet, Cyril Adam a Nicolas Hess | Thomas Astruc, Mélanie Duval, Fred Lenoir a Sébastien Thibaudeau | 27. října 2022      | 24. listopadu 2022 | 504       |
| 109          | 5         | Determination Détermination                                                              | Odhodlání                                  | Thomas Astruc, Wilfried Pain, Jun Violet, Cyril Adam a Nicolas Hess | Thomas Astruc, Mélanie Duval, Fred Lenoir a Sébastien Thibaudeau | 28. října 2022      | 28. listopadu 2022 | 506       |
| 110          | 6         | Passion                                                                                  | Vášeň                                      | Thomas Astruc, Wilfried Pain, Jun Violet, Cyril Adam a Nicolas Hess | Thomas Astruc, Mélanie Duval, Fred Lenoir a Sébastien Thibaudeau | 31. října 2022      | 29. listopadu 2022 | 507       |
| 111          | 7         | Reunion Réunion                                                                          | Shledání                                   | Thomas Astruc, Wilfried Pain, Jun Violet, Cyril Adam a Nicolas Hess | Thomas Astruc, Mélanie Duval, Fred Lenoir a Sébastien Thibaudeau | 1. listopadu 2022   | 30. listopadu 2022 | 508       |
| 112          | 8         | Illusion                                                                                 | Iluze                                      | Thomas Astruc, Wilfried Pain, Jun Violet, Cyril Adam a Nicolas Hess | Thomas Astruc, Mélanie Duval, Fred Lenoir a Sébastien Thibaudeau | 2. listopadu 2022   | 25. listopadu 2022 | 505       |
| 113          | 9         | Elation Exaltation                                                                       | Nadšení                                    | Thomas Astruc, Wilfried Pain, Jun Violet, Cyril Adam a Nicolas Hess | Thomas Astruc, Mélanie Duval, Fred Lenoir a Sébastien Thibaudeau | 3. listopadu 2022   | 22. května 2023    | 509       |
| 114          | 10        | Transmission (The Kwamis' Choice - Part 1) Transmission (Le Choix des Kwamis - Partie 1) | Přenos (Rozhodnutí kwamiů: První část)     | Thomas Astruc, Wilfried Pain, Jun Violet, Cyril Adam a Nicolas Hess | Thomas Astruc, Mélanie Duval, Fred Lenoir a Sébastien Thibaudeau | 2. dubna 2023       | 23. května 2023    | 510       |
| 115          | 11        | Deflagration (The Kwamis' Choice - Part 2) Déflagration (Le Choix des Kwamis - Partie 2) | Deflagrace (Rozhodnutí kwamiů: Druhá část) | Thomas Astruc, Wilfried Pain, Jun Violet, Cyril Adam a Nicolas Hess | Thomas Astruc, Mélanie Duval, Fred Lenoir a Sébastien Thibaudeau | 2. dubna 2023       | 24. května 2023    | 511       |
| 116          | 12        | Perfection                                                                               | Dokonalost                                 | Thomas Astruc, Wilfried Pain, Jun Violet, Cyril Adam a Nicolas Hess | Thomas Astruc, Mélanie Duval, Fred Lenoir a Sébastien Thibaudeau | 9. dubna 2023       | 25. května 2023    | 512       |
| 117          | 13        | Migration                                                                                | Migrace                                    | Thomas Astruc, Wilfried Pain, Jun Violet, Cyril Adam a Nicolas Hess | Thomas Astruc, Mélanie Duval, Fred Lenoir a Sébastien Thibaudeau | 16. dubna 2023      | 26. května 2023    | 513       |
| 118          | 14        | Derision Dérision                                                                        | Posměch                                    | Thomas Astruc, Wilfried Pain, Jun Violet, Cyril Adam a Nicolas Hess | Thomas Astruc, Mélanie Duval, Fred Lenoir a Sébastien Thibaudeau | 16. dubna 2023      | 29. května 2023    | 514       |
| 119          | 15        | Intuition                                                                                | Intuice                                    | Thomas Astruc, Wilfried Pain, Jun Violet, Cyril Adam a Nicolas Hess | Thomas Astruc, Mélanie Duval, Fred Lenoir a Sébastien Thibaudeau | 23. dubna 2023      | 30. května 2023    | 515       |
| 120          | 16        | Protection                                                                               | Ochrana                                    | Thomas Astruc, Wilfried Pain, Jun Violet, Cyril Adam a Nicolas Hess | Thomas Astruc, Mélanie Duval, Fred Lenoir a Sébastien Thibaudeau | 30. dubna 2023      | 31. května 2023    | 516       |
| 121          | 17        | Adoration                                                                                | Adorace                                    | Thomas Astruc, Wilfried Pain, Jun Violet, Cyril Adam a Nicolas Hess | Thomas Astruc, Mélanie Duval, Fred Lenoir a Sébastien Thibaudeau | 7. května 2023      | 1. června 2023     | 517       |
| 122          | 18        | Emotion Émotion                                                                          | Emoce                                      | Thomas Astruc, Wilfried Pain, Jun Violet, Cyril Adam a Nicolas Hess | Thomas Astruc, Mélanie Duval, Fred Lenoir a Sébastien Thibaudeau | 14. května 2023     | 2. června 2023     | 518       |
| 123          | 19        | Action                                                                                   | Akce                                       | Thomas Astruc, Wilfried Pain, Jun Violet, Cyril Adam a Nicolas Hess | Thomas Astruc, Mélanie Duval, Fred Lenoir a Sébastien Thibaudeau | 17. září 2023       | 23. listopadu 2023 | 527       |
| 124          | 20        | Pretention Prétention                                                                    | Ambice                                     | Thomas Astruc, Wilfried Pain, Jun Violet, Cyril Adam a Nicolas Hess | Thomas Astruc, Mélanie Duval, Fred Lenoir a Sébastien Thibaudeau | 23. října 2023      | 20. listopadu 2023 | 519       |
| 125          | 21        | Revelation Révélation                                                                    | Odhalení                                   | Thomas Astruc, Wilfried Pain, Jun Violet, Cyril Adam a Nicolas Hess | Thomas Astruc, Mélanie Duval, Fred Lenoir a Sébastien Thibaudeau | 24. října 2023      | 21. listopadu 2023 | 520       |
| 126          | 22        | Confrontation                                                                            | Konfrontace                                | Thomas Astruc, Wilfried Pain, Jun Violet, Cyril Adam a Nicolas Hess | Thomas Astruc, Mélanie Duval, Fred Lenoir a Sébastien Thibaudeau | 25. října 2023      | 22. listopadu 2023 | 521       |
| 127          | 23        | Collusion                                                                                | Koluze                                     | Thomas Astruc, Wilfried Pain, Jun Violet, Cyril Adam a Nicolas Hess | Thomas Astruc, Mélanie Duval, Fred Lenoir a Sébastien Thibaudeau | 26. října 2023      | 24. listopadu 2023 | 522       |
| 128          | 24        | Revolution Révolution                                                                    | Revoluce                                   | Thomas Astruc, Wilfried Pain, Jun Violet, Cyril Adam a Nicolas Hess | Thomas Astruc, Mélanie Duval, Fred Lenoir a Sébastien Thibaudeau | 27. října 2023      | 27. listopadu 2023 | 523       |
| 129          | 25        | Representation Représentation                                                            | Zpodobnění                                 | Thomas Astruc, Wilfried Pain, Jun Violet, Cyril Adam a Nicolas Hess | Thomas Astruc, Mélanie Duval, Fred Lenoir a Sébastien Thibaudeau | 31. října 2023      | 28. listopadu 2023 | 524       |
| 130          | 26        | Conformation (The Last Day - Part 1) Conformation (Le Dernier Jour - Partie 1)           | Konformace (Poslední den - První část)     | Thomas Astruc, Wilfried Pain, Jun Violet, Cyril Adam a Nicolas Hess | Thomas Astruc, Mélanie Duval, Fred Lenoir a Sébastien Thibaudeau | 1. listopadu 2023   | 29. listopadu 2023 | 525       |
| 131          | 27        | Re-creation (The Last Day - Part 2) Re-création (Le Dernier Jour - Partie 2)             | Znovuvytvoření (Poslední den - Druhá část) | Thomas Astruc, Wilfried Pain, Jun Violet, Cyril Adam a Nicolas Hess | Thomas Astruc, Mélanie Duval, Fred Lenoir a Sébastien Thibaudeau | 1. listopadu 2023   | 30. listopadu 2023 | 526       |

### Šestá řada (2025)
Dne 18. dubna 2021 byla potvrzena příprava šesté a sedmé řady.
V ČR byla premiéra první epizody 7. dubna 2025.

### Sedmá řada (2025 - 2026)
Dne 18. dubna 2021 byla potvrzena příprava šesté a sedmé řady.

### Osmá řada (2026 - 2027)
Dne 29. července 2022 byla potvrzena příprava osmé řady.

## Speciály
| Č. v řadě | Původní název | Český název                                                                | Režie                                                                                     | Scénář | Premiéra ve Francii                                                    | Premiéra v ČR                                                                                    | Prod. kód   |
| --- | --- | -------------------------------------------------------------------------- | ----------------------------------------------------------------------------------------- | --- | ---------------------------------------------------------------------- | ------------------------------------------------------------------------------------------------ | ----------- |
| 1 | The Origins Story / Origins Origines                                                                                          | Počátek                                                                    | Thomas Astruc                                                                             | Thomas Astruc, Quentin Thibaudeau a Sébastien Thibaudeau                                                                     | 30. října 2016                                                         | 16. září 2016                                                                                    | 122–123     |
| Dva středoškoláci, Marinette Dupain-Chengová a Adrien Agreste, stali superhrdiny – Kouzelnou Beruškou a Černým kocourem. Vysvětluje se, proč je Lišaj jejich úhlavním nepřítelem. - Speciál se skládá ze dvou dílů první řady: „Počátek: První část“ a „Kamenné srdce“. | |                                                                            |                                                                                           | |                                                                        |                                                                                                  |             |
| 2 | Queen's battle Le combat des Reines                                                                                           | Bitva královny                                                             | Thomas AstrucJun Violet (první část)Wilfried Pain (druhá část)Benoît Boucher (třetí část) | Thomas Astruc, Matthieu Choquet, Fred Lenoir a Sébastien Thibaudeau                                                          | 21. října 2018 (Stylovna a Vosí královna)28. října 2018 (Velediktátor) | 15. listopadu 2018 (Stylovna)19. listopadu 2018 (Vosí královna)20. listopadu 2018 (Velediktátor) | 218–219/222 |
| Je týden módy a všichni z Paříže se setkávají na módní přehlídce Gabriela Agresta; jeho syn Adrien bude mít na přehlídce buřinku, kterou vytvořila Marinette. Do města přichází Audrey Bourgeoisová, Chloéina matka, která je mezinárodně uznávaná královna módy. Ale zmanipulovaná Gabrielem / Lišajem, je Audrey akumatizovaná a stává se z ní Stylovna. Vyzbrojena žezlem, promění lidi v sochy a udělá vše pro to, aby zmařila Gabrielovu přehlídku. Začne tím, že zaútočí na jeho syna Adriena. Protože Černý kocour není k dispozici, Beruška se rozhodne zavolat nového superhrdinu, ale ztratí mirákulum, které mu chtěla svěřit. - Speciál je složen ze tří epizod druhé řady: „Stylovna“, „Vosí královna“ a „Velediktátor“.    | |                                                                            |                                                                                           | |                                                                        |                                                                                                  |             |
| 3 | Heroes' Day Le Jour des Héros                                                                                                 | Den hrdinů                                                                 | Thomas AstrucJun VioletJeremy Paoletti (první část)Benoît Boucher (druhá část)            | Thomas Astruc, Matthieu Choquet, Mélanie Duval, Fred Lenoir a Sébastien Thibaudeau                                           | 18. listopadu 2018                                                     | 31. května 2019                                                                                  | 224–225     |
| Je Den hrdinů a všichni ve městě oslavují své hrdiny. Marinette, ve druhém životě Kouzelná Beruška, neměla čas nic připravit. Z obavy, že by zklamala své přátelé, všem zalže, ale její lži ji velmi rychle dostihnou. Lišaj proměnil svou asistentku Nathalie v Nabíječku, superpadoucha, který mu umožní udělat to, po čem po celou dobu toužil, konečně porazit Kouzelnou Berušku a Černého kocoura. - Speciál se skládá ze dvou dílů druhé řady: „Nathalie (Všední hrdinové: Část první)“ a „Nathalie (Všední hrdinové: Část druhá)“. | |                                                                            |                                                                                           | |                                                                        |                                                                                                  |             |
| 4 | The Battle of the Miraculous La Bataille des Miraculous                                                                       | —                                                                          | Thomas AstrucWilfried PainNicolas Hess (první část)Jun Violet (druhá část)                | Thomas Astruc, Matthieu Choquet, Mélanie Duval, Fred Lenoir a Sébastien Thibaudeau                                           | 8. prosince 2019                                                       | 6. prosince 2019                                                                                 | 325–326     |
| Marinette pomáhá Adrienovi a Kagami utéct z obřadu pořádaného manžely Bourgeoisovými při příležitosti 20. výročí jejich svatby. Tři přátelé se baví, dokud Marinette neuvidí Adriena a Kagami spolu a nerozhodne se je nechat o samotě; tím obětuje svou lásku k chlapci, kterého vždy milovala. Oslava výročí Bourgeoisových se nepovede a manželé jsou akumatizovaní. Jako Lovec srdcí, Kerberos se dvěma hlavami, které se neustále hádají, pohltí všechnu lásku v Paříži. Kouzelná Beruška si s tímto mocným protivníkem neví rady, proto požádá o pomoc mistra Fu. Avšak, stále zklamaná z obětování lásky, udělá chybu, což bude mít následky... - Speciál se skládá ze dvou dílů třetí řady: „Lovec srdcí“ a „Kouzelná královna“. | |                                                                            |                                                                                           | |                                                                        |                                                                                                  |             |
| 5 | Miraculous World: New York – United Heroez Miraculous World : New York, les héros unis                                        | Kouzelná Beruška a Černý kocour: New York, Spojení hrdinové                | Thomas Astruc                                                                             | Thomas Astruc, Matthieu Choquet, Mélanie Duval, Fred Lenoir a Sébastien Thibaudeau                                           | 26. září 2020 (Disney Channel)18. října 2020 (TFOU)                    | 19. prosince 2020                                                                                | 327         |
| Na francouzsko-americký týden přátelství cestuje Marinette a její třída do New Yorku, města superhrdinů. Je to ideální příležitost pro Marinette strávit čas se svými přáteli, zejména s Adrienem. Ten cestuje se svým otcem Gabrielem Agrestem, který má obzvlášť zájem o jedinečnou expozici vzácného náhrdelníku s orlím drápem. Jedná se o šperk, který by mohl mít síly, které Lišaj chce. Beruška s Kocourem budou potřebovat pomoc od amerických superhrdinů, aby je ochránili před jejím nepřítelem. - Cameo: Alex Hirsch a Dana Terrace jako oni sami. - Dne 8. srpna 2020, během brazilského „Miraculous Day“, 2020 četli herci část z epizody. - Speciál měl světovou premiéru 25. září 2020 v USA na Disney Channel.         | |                                                                            |                                                                                           | |                                                                        |                                                                                                  |             |
| 6 | Miraculous World: Shanghai – The Legend of Ladydragon Miraculous World : Shanghai, la légende de Ladydragon                   | Kouzelná Beruška a Černý kocour: Šanghaj - Legenda o dračí lady            | Thomas Astruc                                                                             | námět: Thomas Astruc a Jeremy Zag scénář: Thomas Astruc, Matthieu Choquet, Mélanie Duval, Fred Lenoir a Sébastien Thibaudeau | 4. dubna 2021                                                          | 29. května 2021                                                                                  | 328         |
| Marinette se připojí k Adrienovi v Šanghaji a navštíví strýce Wanga, který slaví výročí. Ale jakmile dorazí do Číny, někdo ukradne její peněženku s Tikki uvnitř, kterou potřebuje, aby se tajně proměnila v Kouzelnou Berušku! Bez peněz a sama v obrovském městě, Marinette přijímá pomoc mladé a vynalézavé dívky Fei. Obě dívky se spojí a odhalí existenci nového kouzelného šperku, Prodigia. Lišaj, který je také v Šanghaji, který se už dlouhou dobu snaží šperk nalézt. | |                                                                            |                                                                                           | |                                                                        |                                                                                                  |             |
| 7 | Shadow Moth's Final Attack La Dernière Attaque de Papillombre                                                                 | Lišajův poslední útok                                                      | Thomas Astruc, Wilfried Pain, Jun Violet, Cyril Adam a Nicolas Hess                       | Thomas Astruc, Mélanie Duval, Fred Lenoir a Sébastien Thibaudeau                                                             | 13. března 2022                                                        | 12. dubna 2022 (Risk)13. dubna 2022 (Mstitel)                                                    | 425–426     |
| Opatrnost Berušky je důvodem, proč vždy vyhrává, Stínový Lišaj připraví ďábelský plán na vytvoření superpadoucha, který může přinutit své oběti riskovat za každou cenu. Když se Marinette dozví, že Adrien na několik týdnů opouští Paříž s Lilou, novou tváří značky Agreste, udělá cokoli, aby mu v tom zabránila. - Speciál se skládá ze dvou dílů čtvrté řady: „Risk“ a „Mstitel“. | |                                                                            |                                                                                           | |                                                                        |                                                                                                  |             |
| 8 | The Kwamis' Choice Le Choix des Kwamis                                                                                        | Rozhodnutí Kwamiů                                                          | Thomas Astruc, Wilfried Pain, Jun Violet, Cyril Adam a Nicolas Hess                       | Thomas Astruc, Mélanie Duval, Fred Lenoir a Sébastien Thibaudeau                                                             | 2. dubna 2023                                                          | 23. května 2023 (Přenos)24. května 2023 (Deflagrace)                                             | 510–511     |
| Marinette a Adrien ani Beruška a Černý kocour nemohou mít romatický vztah kvůli jejich tajné identitě. Tikki a Plagg jsou nešťastní, když vidí své majitele tak smutné, že jsou nuceni vzdát se svých citů. Kwamiové poté učiní radikální volbu, která v Paříži změní mnoho věcí. Osvobodí Berušku a Kocoura od jejich superhrdinských misí a svěří svá mirákula do rukou nových majitelů. - Speciál se skládá ze dvou dílů páté řady: „Přenos“ a „Deflagrace“. | |                                                                            |                                                                                           | |                                                                        |                                                                                                  |             |
| 9 | The Last Day Le Dernier Jour                                                                                                  | Poslední den                                                               | Thomas Astruc, Wilfried Pain, Jun Violet, Cyril Adam a Nicolas Hess                       | Thomas Astruc, Mélanie Duval, Fred Lenoir a Sébastien Thibaudeau                                                             | 1. listopadu 2023                                                      | 29. listopadu 2023 (Konformace)30. listopadu 2023 (Znovuvytvoření)                               | 525–526     |
| Monarcha zahájil svůj zlotřilý plán, který je ambicióznější než kdy předtím. Pokud by se mu nepodařilo zmocnit se mirákulí Berušky a Černého Kocoura, svět by žil navždy v chaosu. Tomuto plánu se již stala obětí nic netušící Marinette a Adrien. - Speciál se skládá ze dvou dílů páté řady: „Konformace“ a „Znovuvytvoření“. | |                                                                            |                                                                                           | |                                                                        |                                                                                                  |             |
| 10 | Miraculous World: Paris – Tales of Shadybug and Claw Noir Miraculous World: Paris, les aventures de Toxinelle et Griffe Noire | Kouzelná Beruška a Černý kocour: Paříž – Příběhy Berustínu a Černého drápu | Thomas Astruc                                                                             | námět: Thomas Astruc scénář: Thomas Astruc, Matthieu Choquet, Mélanie Duval, Fred Lenoir a Sébastien Thibaudeau              | 21. října 2023                                                         | 16. prosince 2023                                                                                | 528         |
| V Paříži se objevují držitelé mirákulí z jiného světa. Pocházejí z alternativního vesmíru, kde je všechno obrácené: držitelé Beruščina a Kocourova mirákula, Berustín a Černý dráp, jsou superpadouši, a držitel motýlího mirákula, Dobromotýl, je superhrdina. Kouzelná Beruška a Černý kocour budou muset pomoci Dobromotýlovi čelit útokům jejich zlých dvojníků a zabránit jim, aby se zmocnili motýlího mirákula. | |                                                                            |                                                                                           | |                                                                        |                                                                                                  |             |
| 11 | Miraculous World: At The Edge of Time Miraculous World: La Course Contre de Temps                                             | Kouzelná Beruška a Černý Kocour: Londýn - Na pokraji času                  | Thomas Astruc                                                                             | Thomas Astruc, Mélanie Duval, Fred Lenoir, Sébastien Thibaudeau                                                              | 31. srpna 2024                                                         | 30. listopadu 2024                                                                               | 529         |
| Aby zachránila budoucnost před strašlivým osudem, stane se Marinette Chronoberuškou a spojí se se Zajdou, aby přemohly tajemného protivníka, který cestuje časem. Jedinou nadějí Marinette je porazit svého nového protivníka, aby zabránila konci Berušky i samotného času. | |                                                                            |                                                                                           | |                                                                        |                                                                                                  |             |

## Webizody

### Kouzelná tajemství (2015–2020)

#### První řada (2015)
| Č. v seriálu | Č. v řadě | Původní název | Český název                  | Režie         | Premiéra ve Francii (Online)                         |
| --- | --------- | --- | ---------------------------- | ------------- | ---------------------------------------------------- |
| W1 | 1         | Cat Noir as seen by Marinette Chat Noir vu par Marinette                                                                 | Černý kocour očima Marinette | Thomas Astruc | 2. října 2015 (MyTF1)5. října 2016 (YouTube)         |
| Kouzelná Beruška a Černý kocour jsou skvělý tým! Ale Marinette miluje Adriena víc, než si dokážete představit... |           | |                              |               |                                                      |
| W2 | 2         | Marinette and Adrien Marinette et Adrien                                                                                 | Marinette a Adrien           | Thomas Astruc | 7. října 2015 (MyTF1)5. října 2016 (YouTube)         |
| Jejich vztah začal nedorozuměním, kdy Marinette věřila, že Adrien je zlý chlapec, jako jeho nejlepší kamarádka: Chloé. Brzy ale pochopí, že Chloé je Adrienovou kamarádkou jen proto, že jejich otcové jsou přátelé a že je jedinou dívkou v jejím věku, se kterou kdy Adrien chodil. Marinette si uvědomuje, že Adrien je milý chlapec, který není zvyklý na vztahy s mladými lidmi jeho věku, a aniž by si to uvědomovala, zamiluje se. Od té chvíle se Marinette zmocní zvláštní fenomén: už nemůže mluvit s Adrienem, aniž by koktala. Adrien bude vždy myslet na toto počáteční nedorozumění a bude věřit, že Marinette je s ním nesvá. Vždy bude chtít dokázat, že může být dobrým kamarádem. |           | |                              |               |                                                      |
| W3 | 3         | Marinette's Double Life La double vie de Marinette                                                                       | Marinettin dvojí život       | Thomas Astruc | 9. října 2015 (MyTF1)5. října 2016 (YouTube)         |
| Není snadné být superhrdinkou... Marinette neustále běhá, ve svém běžném životě přichází pozdě kvůli svým aktivitám jako Beruška. A vždycky si musí najít neuvěřitelné výmluvy, naštěstí je zde Tikki, její kwami, která jí umožňuje proměnit se ve skutečnou oporou v jejím dvojím životě. |           | |                              |               |                                                      |
| W4 | 4         | My Birthday Party La fête d'anniversaire / Ma fête d'anniversaire                                                        | Moje narozeninová oslava     | Thomas Astruc | 10. října 2015 (MyTF1)5. října 2016 (YouTube)        |
| Marinette plánuje svou narozeninovou oslavu. Chce pozvat i Adriena, ale nemá na to odvahu. |           | |                              |               |                                                      |
| W5 | 5         | Marinette and Alya Marinette et Alya                                                                                     | Marinette a Alya             | Thomas Astruc | 16. října 2015 (MyTF1)5. října 2016 (YouTube)        |
| Marinette a Alya jsou nejlepší kamarádky od nepaměti. Na rozdíl od Marinette, Alya nejdřív myslí než něco udělá. Je upřímná, přímočará, vždycky říká, co si myslí a nesnese nespravedlnost. Může se zdát být trochu krutá, ale nikdy neváhá bránit nejslabší na veřejnosti, dokonce i proti mnohem silnějším než ona. |           | |                              |               |                                                      |
| W6 | 6         | Marinette in Paris / The City of Paris / A Miraculous message from Marinette: Paris! Marinette et Paris                  | Marinette v Paříži           | Thomas Astruc | 12. listopadu 2015 (MyTF1)6. října 2016 (YouTube)    |
| Slečna Bustierová dala za úkol svým studentům, aby vytvořili seznam památek, které v Paříži preferují a tak Marinette přemýšlí o svých třech nejoblíbenějších místech. |           | |                              |               |                                                      |
| W7 | 7         | Marinette and Fashion / A Miraculous message from Marinette: Fashion! Marinette et la mode                               | Marinette a móda             | Thomas Astruc | 19. listopadu 2015 (MyTF1)13. října 2016 (YouTube)   |
| Marinette je jako stvořená pro ruční práce. Je to nápaditá a kreativní dívka. V životě má jednu vášeň: tvořit. Vytvořit tašky, barety, oblečení, šperky, uplést šátek. Většinu času, co na sobě nosí, oblečení a doplňky, jsou její vlastní výtvory. Marinette sní o vstupu do prestižní školy módních návrhářů. |           | |                              |               |                                                      |
| W8 | 8         | Ladyblog / Alya's Ladyblog / A Miraculous message from Alya Ladyblog                                                     | Berublog                     | Thomas Astruc | 26. listopadu 2015 (MyTF1)20. října 2016 (YouTube)   |
| Alya mluví na svém blogu o své oblíbené superhrdince Berušce. Její konečný cíl? Získat sólokapra! První exkluzívni rozhovor s Kouzelnou Beruškou, no a také s Kocourem... |           | |                              |               |                                                      |
| W9 | 9         | Adrien's Double Life / A Miraculous message from Adrien La double vie d'Adrien                                           | Adrienův dvojí život         | Thomas Astruc | 18. prosince 2015 (MyTF1)27. října 2016 (YouTube)    |
| Adrien je synem Gabriela, bohatého módního návrháře / podnikatele, majitele několika značek. Otec a syn žijí v obrovském sídle s výhledem na Eiffelovu věž! Adrienovi nechybí nic jiného než normální život! Ale když se promění v Černého kocoura, má svobodu mluvit a jednat tak, jak chce – přesný opak jeho života jako Adrien. Jako superhrdina se konečně cítí svobodný a především je s tou, kterou miluje: Beruškou. |           | |                              |               |                                                      |
| W10 | 10        | Ladybug as seen by Adrien / Adrien's Love Letter / A Miraculous message from Adrien: Love Letter! Ladybug vue par Adrien | Beruška očima Adriena        | Thomas Astruc | 24. prosince 2015 (MyTF1)3. listopadu 2016 (YouTube) |
| Láska může být komplikovaná když jste superhrdinové... Ani Beruška, ani Černý kocour neznají navzájem své pravé identity. Marinette neví, že za kostýmem Černého kocoura se skrývá Adrien, chlapec, do kterého je tajně zamilovaná. A Černý kocour, zamilovaný do Berušky, neví, že je ve skutečnosti Marinette, milá a vzletná dívka ze své třídy... Ale zjistí to někdy? |           | |                              |               |                                                      |

#### Druhá řada (2018–2019)
| Č. v seriálu | Č. v řadě | Původní název                                         | Český název      | Režie         | Scénář               | Premiéra ve Francii (Online)                      | Premiéra v ČR   |
| --- | --------- | ----------------------------------------------------- | ---------------- | ------------- | -------------------- | ------------------------------------------------- | --------------- |
| W11 | 1         | Tikki                                                 | Tikki            | Thomas Astruc | Sébastien Thibaudeau | 2. května 2018 (MyTF1) 31. května 2018 (YouTube)  | 4. března 2021  |
| Tikki je kwami tvoření, která byla stvořena ve stejnou dobu jako samotný vesmír a která doprovází všechny Berušky od prvopočátku. Tato malá magická bytost se rychle stala skutečným spojencem Marinette jak v normálním životě, tak i když se stane Beruškou. |           |                                                       |                  |               |                      |                                                   |                 |
| W12 | 2         | Master Fu Maître Fu                                   | Mistr Fu         | Thomas Astruc | Sébastien Thibaudeau | 2. května 2018 (MyTF1)24. května 2018 (YouTube)   | 8. března 2021  |
| Mistr Fu je posledním známym členem Řádu strážců mirákulí. Daroval Tikki Marinette, aby se stala Beruškou. Vskutku, má důležité poslání, k jehož úspěšnému dokončení potřebuje spojence, jako jsou Kouzelná Beruška a Černý kocour. |           |                                                       |                  |               |                      |                                                   |                 |
| W13 | 3         | Plagg                                                 | Plagg            | Thomas Astruc | Nolwenn Pierre       | 18. května 2018 (MyTF1)15. června 2018 (YouTube)  | 9. března 2021  |
| Plagg je Adrienův kwami. Je to právě toto malé stvoření, celé černé a menší než koťátko, které mu umožňuje proměnit se v Černého kocoura. Je líný, snobský, uštěpačný, mrzutý a ze všeho nejvíc miluje Camembert! Rád žije mezi lidmi. Je prostě dobré se vyhřívat v posteli, dívat se na televizi a hrát si se vším, co visí. Na rozdíl od Tikki, Plagg myslí jenom na hraní a nemá stejný zájem o mise.                                                                               |           |                                                       |                  |               |                      |                                                   |                 |
| W14 | 4         | Friends Les copines                                   | Holky            | Thomas Astruc | Nolwenn Pierre       | 18. května 2018 (MyTF1)4. července 2018 (YouTube) | 9. března 2021  |
| Alya, Rose, Alix, Juleka, Mylène a Marinette jsou nejlepší přátelé. Marinette je obdivuje, ať už se jedná o jejich silnou osobnost, jejich kvality nebo jejich neochvějnou podporu, když se snaží získat Adrienovu pozornost. |           |                                                       |                  |               |                      |                                                   |                 |
| W15 | 5         | Max                                                   | Max              | Thomas Astruc | Nolwenn Pierre       | 28. května 2018 (MyTF1)24. srpna 2018 (YouTube)   | 28. února 2021  |
| Vášnivý hráč, který rozumí všem technologiím. Pro něj se vše děje podle konkrétního postupu, rád plánuje a organizuje. Max ví všechno o všem a má sloní paměť. |           |                                                       |                  |               |                      |                                                   |                 |
| W16 | 6         | Nino                                                  | Nino             | Thomas Astruc | Nolwenn Pierre       | 4. června 2018 (MyTF1)27. července 2018 (YouTube) | 9. března 2021  |
| DJ Nino je vedoucím středoškolsého rádia. Je cool a vždy pozitivně naladěný, Adrienův nejlepší kámoš a Alyin přítel. Nerád improvizuje. Často nerozhodný, je špřímařem třídy. |           |                                                       |                  |               |                      |                                                   |                 |
| W17 | 7         | Mylène                                                | Mylène           | Thomas Astruc | Nolwenn Pierre       | 12. října 2018 (YouTube)18. ledna 2019 (MyTF1)    | 9. března 2021  |
| Tvrdohlavá, idealistická a militantní Mylène má silnou vůli pro zodpovědnost. Vždy si stojí za svým a dělá věci, které jsou pro ní důležité. |           |                                                       |                  |               |                      |                                                   |                 |
| W18 | 8         | Alix                                                  | Alix             | Thomas Astruc | Nolwenn Pierre       | 25. ledna 2019 (MyTF1)27. července 2019 (YouTube) | 10. března 2021 |
| Alix je sportovní typ, neskrotná a neposlušná. Ráda soutěží s kluky, pro ní žádný problém, holky jsou přece stejně dobré jako kluci. Nesnáší Chloé, která s ní zachází jako s divoškou. |           |                                                       |                  |               |                      |                                                   |                 |
| W19 | 9         | Sabrina                                               | Sabrina          | Thomas Astruc | Sébastien Thibaudeau | 1. února 2019 (MyTF1)14. srpna 2019 (YouTube)     | 5. března 2021  |
| Sabrina je dobrá studentka, ale věčně druhá ve třídě. Snaží se zaujmout za každou cenu. Chloé to chápe velmi dobře: Sabrina by dala cokoli, aby měla přítele jako ona! Přítele, který ji dává světlo. Na oplátku z ní Chloé udělala svou pravou ruku. Je oddaná Chloé, jejíž krásu a společenské postavení obdivuje. Je horlivá při plnění úkolů, které jí svěřila její nejlepší přítelkyně. I když to znamená porušení pravidel. Pravidla, která zná nazpaměť jakožto dobrá studentka! |           |                                                       |                  |               |                      |                                                   |                 |
| W20 | 10        | Rose                                                  | Rose             | Thomas Astruc | Nolwenn Pierre       | 8. února 2019 (MyTF1)6. března 2019 (YouTube)     | 28. února 2021  |
| Rose vypomáhá své babičce v čajovně La Vie en Rose, která se nachází nedaleko školy. Je extrémně romantická a sní pouze o jízdě na koni s jejím okouzlujícím princem pod duhou. Rose vždycky vidí jen dobro: všechno je krásné, mimořádné, úžasné, příliš dobré. Všechno ji ohromuje, všechno je pozitivní jako Rose! |           |                                                       |                  |               |                      |                                                   |                 |
| W21 | 11        | Gabriel                                               | Gabriel          | Thomas Astruc | Sébastien Thibaudeau | 7. března 2019 (MyTF1)21. srpna 2019 (YouTube)    | 5. března 2021  |
| Málokdo viděl jeho tvář a není o něm žádný obrázek... Gabriel Agreste je talentovaný designér, který fascinuje jak originalitou svých děl, tak tajemstvím, které se kolem něj vznáší. V domě nikdy neopouští horní patro s výhledem na Paříž. Odtud může ovládat své impérium na dálku. Nikdo nemá právo vstoupit do jeho kanceláře, dokonce ani jeho syn, proč se ale neobjevuje na veřejnosti? Kdo to vlastně je?                                                                     |           |                                                       |                  |               |                      |                                                   |                 |
| W22 | 12        | Ivan                                                  | Ivan             | Thomas Astruc | Nolwenn Pierre       | 8. března 2019 (MyTF1)17. května 2019 (YouTube)   | 22. června 2021 |
| Třídní obr, šířící hrůzu ve škole... ale to bylo předtím, než potkal Mylène. A ano, i když není příliš upovídavý, Ivan je velký chlap s něžným srdcem. Stačí ho vidět s Mylène a pochopíte, že nikdo není roztomilejší a laskavější než Ivan. |           |                                                       |                  |               |                      |                                                   |                 |
| W23 | 13        | Nathaniel & Marc Nathaniel et Marc / Nathaniel & Marc | Nathaniel a Marc | Thomas Astruc | Sébastien Thibaudeau | 8. března 2019 (MyTF1)17. srpna 2019 (YouTube)    | 5. března 2021  |
| Sladký, zasněný a diskrétní Nathaniel tráví svůj čas kresbou Berušky, do které je zamilovaný. Předstírá, že nemá nic společného se vším, co se děje (i když ve skutečnosti to tak není), ale je to jeho způsob bytí. Také měl tu čest být několikrát zakumatizován... Jeho setkání s Marcem bylo skutečným zlomem v jeho životě, což mu umožňilo lépe využívat jeho kreslicí schopnosti.                                                                                                |           |                                                       |                  |               |                      |                                                   |                 |

#### Třetí řada (2019–2020)
| Č. v seriálu | Č. v řadě | Původní název                                                    | Český název                | Režie         | Scénář                        | Premiéra ve Francii (Online)                         | Premiéra v ČR   |
| --- | --------- | ---------------------------------------------------------------- | -------------------------- | ------------- | ----------------------------- | ---------------------------------------------------- | --------------- |
| W24 | 1         | Chloé as seen by Marinette Chloé vue par Marinette               | Jak vidí Marinette Chloé   | Thomas Astruc | Nolwenn Pierre                | 8. března 2019 (MyTF1)28. května 2019 (YouTube)      | 14. června 2022 |
| Marinette opravdu nemá ráda Chloé. Chloé, jakožto skutečně rozmazlený a vrtošivý spratek, je odpovědná za polovinu akumatizací v celé Paříži od příchodu Lišaje. To vás nutí se zamýšlet, jestli nepracuje pro Lišaje se schopností, která u lidí vyvolává negativní emoce... ale nikdy by neudělala nic, co by ublížilo Adrienovi (což je jejich jediný společný bod s Marinette). Nakonec se možná Chloé časem změní, pokud jí dáte šanci. |           |                                                                  |                            |               |                               |                                                      |                 |
| W25 | 2         | Marinette as seen by Chloé Marinette vue par Chloé               | Jak vidí Chloé Marinette   | Thomas Astruc | Nolwenn Pierre                | 8. března 2019 (MyTF1)28. srpna 2019 (YouTube)       | 14. června 2022 |
| Chloé nesnáší Marinette, která je její rivalkou, protože ví, že Marinette miluje Adriena. Samozřejmě udělá vše, aby chlapec o ničem netušil. Kdyby jenom tušila, kdo ve skutečnosti Beruška je, níž je fanynkou... |           |                                                                  |                            |               |                               |                                                      |                 |
| W26 | 3         | Lila                                                             | Lila                       | Thomas Astruc | Nolwenn Pierre                | 8. dubna 2019 (MyTF1)4. září 2019 (YouTube)          | 14. června 2022 |
| Lila je naprosto svatá osoba! Záludná a manipulativní, neváhá lhát, aby upoutala pozornost ostatních, s výjimkou Marinette, která jasně ví, o co ji jde, a Lila se tak stala jejím nepřítelem... |           |                                                                  |                            |               |                               |                                                      |                 |
| W27 | 4         | Hawk Moth and the Akumatized Villains Papillon et les Akumatisés | Lišaj a zakumovaní padouši | Thomas Astruc | Sébastien Thibaudeau          | 12. prosince 2019 (MyTF1)15. července 2020 (YouTube) | 14. června 2022 |
| Marinette vpomíná na všechny lidi, které Lišaj zakumatizoval. Nejsilnější není ale vždy nejpůsobivější! |           |                                                                  |                            |               |                               |                                                      |                 |
| W28 | 5         | Family La Famille                                                | Rodina                     | Thomas Astruc | Nolwenn Pierre                | 12. prosince 2019 (MyTF1)22. července 2020 (YouTube) | 14. června 2022 |
| Marinette má hezkou malou rodinu, ale přemýšlí, komu by se mohla podobat nejvíc! |           |                                                                  |                            |               |                               |                                                      |                 |
| W29 | 6         | Kagami as seen by Marinette Kagami vue par Marinette             | Jak vidí Marinette Kagami  | Thomas Astruc | Nolwenn Pierre                | 12. prosince 2019 (MyTF1)29. července 2020 (YouTube) | 14. června 2022 |
| Navzdory jejich společné lásce k Adrienovi, se Kagami stala Marinettinym dobrou kamarádkou. Zjistěte, co si Marinette myslí o Kagami. |           |                                                                  |                            |               |                               |                                                      |                 |
| W30 | 7         | Kagami as seen by Adrien Kagami vue par Adrien                   | Jak vidí Adrien Kagami     | Thomas Astruc | Sébastien Thibaudeau          | 12. prosince 2019 (MyTF1)5. srpna 2020 (YouTube)     | 14. června 2022 |
| Adrienova vize o Kagami. Přestože dosud miloval Berušku, Kagamin příchod mu změnil život víc něž si myslel. |           |                                                                  |                            |               |                               |                                                      |                 |
| W31 | 8         | Luka as seen by Marinette Luka vu par Marinette                  | Jak vidí Marinette Luku    | Thomas Astruc | Sébastien Thibaudeau          | 24. prosince 2019 (MyTF1)11. července 2020 (YouTube) | 25. března 2021 |
| Luka je Marinettin dobrý přítel, ale vypadá to, že Marinette pro něj není jenom obyčejnou kamarádkou. Zjistěte, co si Marinette myslí o Lukovi. |           |                                                                  |                            |               |                               |                                                      |                 |
| W32 | 9         | New Powers Nouveaux Pouvoirs                                     | Nové schopnosti            | Thomas Astruc | Sébastien Thibaudeau          | 24. prosince 2019 (MyTF1)12. srpna 2020 (YouTube)    | 4. dubna 2021   |
| Od Aqua Berušky, přes Černou kočku, až po Lední Berušku, Marinette měla možnost vyzkoušet velkolepé schopnosti mirákulí. A stále je co objevovat! |           |                                                                  |                            |               |                               |                                                      |                 |
| W33 | 10        | New Heroes Nouveaux Héros                                        | Noví hrdinové              | Thomas Astruc | Sébastien Thibaudeau          | 24. prosince 2019 (MyTF1)19. srpna 2020 (YouTube)    | 4. dubna 2021   |
| Když jsou Kouzelná Beruška a Černý kocour bezmocní, neváhají požádat přátelé o pomoc s akumatizovanými padouchy. |           |                                                                  |                            |               |                               |                                                      |                 |
| W34 | 11        | Nathalie as seen by Gabriel Nathalie vue par Gabriel             | Jak vidí Gabriel Nathalie  | Thomas Astruc | Sébastien Thibaudeau          | 26. prosince 2019 (MyTF1)26. srpna 2020 (YouTube)    | 4. dubna 2021   |
| Nathalie je pro Gabriela skvělou pomocí. Díky ní může pokračovat ve snaze získat mirákula, aby zacbránil svou milovanou Emilie Agreste. |           |                                                                  |                            |               |                               |                                                      |                 |
| W35 | 12        | Mayura and the Sentimonsters Mayura et les Sentimonstres         | Mayura a sentipříšery      | Thomas Astruc | Sébastien Thibaudeau          | 26. prosince 2019 (MyTF1)2. září 2020 (YouTube)      | 4. dubna 2021   |
| Lišaj má skvělého spojence, Mayuru, která mu pomáhá vytvářet nové sentipříšery. Beruška s Kocourem tak musí čelit těmto novým hrozivým stvořením! |           |                                                                  |                            |               |                               |                                                      |                 |
| W36 | 13        | Feelings Les Sentiments                                          | City                       | Thomas Astruc | Jérôme Etter a Nolwenn Pierre | 13. ledna 2020 (MyTF1)12. února 2020 (YouTube)       | 30. května 2021 |
| Marinette se vždy snažila dostat se blíž k Adrienovi, neuvědomujíc si, že byl Černým kocourem a že miloval Berušku. Postupem času se jejich vztah vyvíjí stejně jako jejich city. |           |                                                                  |                            |               |                               |                                                      |                 |

### Tales from Paris (2017)
| Č. v řadě | Původní název           | Režie              | Scénář         | Premiéra ve Francii (TFOU) |
| --- | ----------------------- | ------------------ | -------------- | -------------------------- |
| T1 | Repetition Répétition   | Neil Kuiffer Meray | Nolwenn Pierre | 30. ledna 2017             |
| Marinette chce pozvat Adriena ven, ale neví jak a tak požádá Tikki o pomoc.                                                                         |                         |                    |                |                            |
| T2 | Inspiration             | Neil Kuiffer Meray | Nolwenn Pierre | 3. února 2017              |
| Marinette společně s Tikki dělají na designu pro dres na školní bál.                                                                                |                         |                    |                |                            |
| T3 | Busy Day Grosse journée | Neil Kuiffer Meray | Nolwenn Pierre | 3. února 2017              |
| Marinette chce jít s Adrienem do kina, ale musí zůstat a pomáhat v pekárně. Alya, Juleka a Rose ji spěchají na pomoc, aby mohla včas vidět Adriena. |                         |                    |                |                            |
| T4 | Homework Essay L'exposé | Neil Kuiffer Meray | Nolwenn Pierre | 4. února 2017              |
| Marinette má za úkol napsat krátkou esej o někom, kdo ji inspiruje, ale neví kdo. Nakonec nájde inspiraci v jejích rodičích.                        |                         |                    |                |                            |
| T5 | The Notebook Le Carnet  | Neil Kuiffer Meray | Nolwenn Pierre | 4. února 2017              |
| Chloé si dělá legraci z Roseinho zápisníku a tak se Marinette, Alya a Juleka rozhodnou Rose ukázat, jak je její sešit speciální.                    |                         |                    |                |                            |

### Miraculous Zag Chibi (2018)
Dne 5. března 2017 byla oznámena speciální chibi série Jeremym Zagem, která měla premiéru 31. srpna 2018 na oficiálním Miraculous Chibi YouTube kanálu.
| Č. v řadě | Původní název                         | Režie      | Storyboard           | Premiéra ve Francii ( YouTube) |
| --- | ------------------------------------- | ---------- | -------------------- | ------------------------------ |
| CH1 | Rooftop Dinner Un dîner de haut vol   | Jeremy Zag | Jean-Louis Vandestoc | 31. srpna 2018                 |
| Když Černý kocour uvidí Berušku na střechách Paříže, rozhodne se pro ní uspořádat nezapomenutelnou večeři jejího života. Bon appétit! |                                       |            |                      |                                |
| CH2 | Catnip Fragrance Parfum Corsé         | Jeremy Zag | Valentin Lucas       | 31. srpna 2018                 |
| Kocour chce získat srdce Berušky tím, že se navoní novým neodolatelným parfémem. Brzy to zabere... ale ne tak, jak doufal! |                                       |            |                      |                                |
| CH3 | The Chase Chat perché                 | Jeremy Zag | Valentin Lucas       | 31. srpna 2018                 |
| Kocour chce Berušku pozvat na film. Pokud ale chce, aby s nim superhrdinka šla, musí nejdřív chytit lístky, ktere upustil a teď létají vzduchem po celé Paříži...                                                                                                   |                                       |            |                      |                                |
| CH4 | Curiosity Kicked the Cat Cher inconnu | Jeremy Zag | Amanda Sun           | 31. srpna 2018                 |
| Kocour uvidí Berušku, jak píše dopis pro její lásku. Když se snaží odhalit, kdo je ten onen tajný ctitel, zjistí, že zvědavost se nevyplácí! |                                       |            |                      |                                |
| CH5 | Cutest Cat Fight Chat Maillerie       | Jeremy Zag | Valentin Lucas       | 7. září 2018                   |
| Kocour se rozhodne darovat Berušce roztomilé kotě, doufajíc, že získá její srdce. Brzy ale zjistí, že udělal velkou chybu... |                                       |            |                      |                                |
| CH6 | Fatal Posy Fleur fatale               | Jeremy Zag | Valentin Lucas       | 7. září 2018                   |
| Beruška chce Adrienovi dat dárek a tak pro něj vypěstuje speciální kytku. Ale neuvědomuje si, že rostlina je ve skutečnosti masožravá… a hladová! Černý kocour ji už spěchá na pomoc!                                                                               |                                       |            |                      |                                |
| CH7 | Scarybug Ladybouh                     | Jeremy Zag | Valentin Lucas       | 26. října 2018                 |
| V Paříži slaví Halloweena a Černý kocour se rozhodne Kouzelnou Berušku vystrašit. Ale superhrdinka neřekla své poslední slovo! - Tato webizoda je halloweensky speciál.                                                                                             |                                       |            |                      |                                |
| CH? | NeckRace                              | Jeremy Zag | bude oznámeno        | bude oznámeno                  |
| Beruška udělala náhrdelník pro Adriena, ale omylem ho upustí a náhrdelník začne padat. Černý kocour, ve snaze zapůsobit na krásnou superhrdinku, se rozhodne ho chytit. Není ale jediný, kdo chce náhrdelník získat a tak následuje epická bitva: kocour vs. holub! |                                       |            |                      |                                |

## Filmy
| Původní název                    | Český název   | Režie                                       | Scénář        | Premiéra ve Francii | Premiéra v ČR      |
| -------------------------------- | ------------- | ------------------------------------------- | ------------- | ------------------- | ------------------ |
| Ladybug & Cat Noir Awakening     | bude oznámeno | Jeremy Zag                                  | Jeremy Zag    | 5. července 2023    | 2. listopadu 2023. |
| Untitled Second Miraculous Movie | bude oznámeno | bude oznámeno                               | bude oznámeno | bude oznámeno       | bude oznámeno      |
| Miraculous Lady Bug              | —             | Thomas Astruc                               | Thomas Astruc | —                   | —                  |
| Miraculous                       | —             | Jeremy Zag, Chris Columbus a Michael Gracey | Thomas Astruc | —                   | —                  |